# John Franklin
Kontreadmiral Sir John Franklin (født 15. april 1786, død 11. juni 1847) var en britisk marineofficer og opdagelsesrejsende. Han ledte flere ekspeditioner til de nordligste dele af Nordamerika, særligt områderne langs Nordvestpassagen. Den sidste af disse begyndte i 1845 med et stort mandskab om bord på marineskibene HMS Erebus og HMS Terror. Målet var at finde en vej gennem Nordvestpassagen, men ekspeditionen forsvandt, og der blev iværksat mange eftersøgningsekspeditioner. Først flere år senere fandt man ud af, at alle om bord var omkommet.
Franklin kortlagde næsten to tredjedele af Nordamerikas nordligste kyst, desuden var han i en periode guvernør i Van Diemen's Land (Tasmanien) ved Australien.

## Baggrund
Franklin blev født i Spilsby, Lincolnshire i England. Han var et ud af tolv børn i en velhavende handelsfamilie. Da han var 14 år gammel, gik han ind i den britiske marine. Han deltog i slaget på Reden i 1801 og slaget ved Trafalgar i 1805, hvor han gjorde tjeneste om bord på HMS Bellerophon. I 1818 var han kaptajn på en af David Buchans skibe, der gjorde et mislykket forsøg på at sejle til Nordpolen fra Svalbard.
Franklin var en beskeden, overvægtig, religiøs og meget charmerende mand. Desuden var han delvist døv efter slaget ved Trafalgar.

## 1819-22: Franklins første selvstændige ekspedition
I 1819 blev Franklin udsendt af det britiske admiralitet for at udforske Canadas nordkyst. Planen var at rejse over land til Copperminefloden, følge den ned til kysten og så bevæge sig enten øst- eller vestover. Ekspeditionen var dårligt planlagt, da den var afhængig af at få forsyninger fra handelskompagnier undervejs, og Franklin var fysisk uegnet til den form for strabadser.
Efter en hård tur gennem vildmarken nåede ekspeditionen frem til området ved Coppermineflodens udspring i sommeren 1820. Franklin byggede et vinterkvarter der, Fort Enterprise, bestående af et par tømmerhytter. Sommeren 1821 fortsatte man ned ad Copperminefloden og sejlede så 800 kilometer østover langs kysten i tre kanoer. Maden begyndte at slippe op, og den 22. august begyndt man at gå over land tilbage til Fort Enterprise. Det var umulig at skaffe proviant undervejs, og flere døde af sult. En af deltagerne dræbte fire af de andre og spiste dem delvist, før han selv blev dræbt. Alt i alt døde 11 af 20 deltagere, før ekspeditionen den 7. november blev reddet af indianere. For at overleve havde deltagerne blandt andet måttet spise deres reservestøvler, og det påstås, at flere end den ene ovennævnte henfaldt til kannibalisme.
Selv om ekspeditionen havde udviklet sig til en katastrofe, fordi Franklin pressede den for langt uden nødvendige forsyninger, blev han en helt, da han vendte tilbage til England. Han fik tilnavnet "manden, der spiste sine støvler" og blev forfremmet til kommandør.

## 1825-27: Mackenzie-ekspeditionen
I 1823 giftede han sig med digteren Eleanor Porden, men det var ikke et vellykket ægteskab. Allerede i 1824 opdagede man, at hun havde tuberkulose.
Franklins næste ekspedition gik ned ad Mackenziefloden. Han havde taget ved lære af den foregående ekspedition, så denne gang var alt planlagt og forberedt på forhånd. Proviant og forsyninger skulle skaffes direkte, uden at være afhængig af handelskompagnierne. Ekspeditionen forlod England den 16. februar 1825. Det var da klart, at Eleanor var døende, men hun overtalte sin mand til at fortsætte. Hun døde seks dage efter, at han var taget af sted.
Rejsen frem til Mackenzieflodens munding forløb uden større problemer, helt i modsætning til Franklins foregående ekspedition. Derefter rejste selskabet op til Great Bear Lake, hvor der blev anlagt vinterkvarter. Året efter sejlede ekspeditionen igen ned ad Mackenziefloden, og ved udmundingen delte de sig i en gruppe, der rejste østover, og en, der rejste vestover. Det blev en succes: En stor del af Canadas nordkyst blev kortlagt. Igen tilbragte Franklin den efterfølgende vinter ved Great Bear Lake og vendte tilbage til England den 1. september 1827.
Som belønning for den vellykkede ekspedition blev Franklin i 1828 adlet af kong George 4. af Storbritannien. Samme år giftede Franklin sig med Jane Giffin (1791-1875), som derefter offentligt blev omtalt som Lady Franklin. Hun var en veninde til John Franklins første kone.

## 1836-43: Guvernør i Van Diemen's Land
Der indtraf en vis stilstand i admiralitets efterspørgsel efter Franklins ekspeditionserfaringer, og han måtte finde noget andet at tage sig til.
Han blev udnævnt til guvernør i Van Diemen's Land (Tasmanien) ved Australien i 1836, som da var en straffekoloni. Dette blev ikke en lykkelig periode for Franklin, da hans liberale og venlige væsen passede ikke til indbyggerne. Desuden blev den aktive og intelligente Lady Franklin upopulær blandt de relativt snerpede fruer i kolonien - hun prøvede blandt andet at starte et universitet. Noget, der forværrende situationen yderligere, var, at han blev uvenner med sin sekretær, John Montagu. Montagu var på god fod med kolonisterne, men havde en tvivlsom personlighed. Det endte med, at Franklin fyrede Montagu og sendte ham hjem, men da Montagu kom til London, fik han overbevist koloniminister Lord Stanley om, at Franklin var uduelig. Stanley fyrede Franklin som guvernør, og Franklin måtte læse om sin afskedigelse i avisen, længe før han officielt fik besked.
Den 12. januar 1844 forlod Franklin og hans kone Van Diemen's Land, han var blevet arbejdsløs.

## 1845-: Franklin-ekspeditionen til Nordvestpassagen
Der var stadig 500 kilometer af Nordvestpassagen, som ikke var udforsket, og i 1845 udsendte admiralitetet en stor ekspedition, der skulle kortlægge den sidste del. Ekspeditionen bestod af 129 mand fordelt på to stærke og velegnede bombardergallioter, HMS Terror og HMS Erebus, begge havde tidligere været benyttet af Sir James Clark Ross i udforskningen af Antarktis. Franklin blev udpeget som øverstkommanderende for hele ekspeditionen, mens Francis Crozier blev kaptajn på Terror og James Fitzjames på Erebus.
De to skib sejlede ud i Themsen den 19. maj 1845. De blev sidst set af andre europæere den 26. juli, ved indsejlingen til Nordvestpassagen, derefter forsvandt alle spor.
I 1848 blev admiralitetet tvunget til at udsende tre ekspeditioner for at finde Franklin og hans følge, alle uden held. Derefter mistede man meget af interessen og udlovede i stedet en dusør for at få andre til at gøre arbejdet. Franklins kone, Jane Franklin, arbejdede ihærdigt på at få udsendt flere eftersøgningsekspeditioner. I slutningen af august 1850 begyndte man endelig at finde spor, på øen Beechey Island blev Franklins vinterkvarter fra 1845 opdaget, sammen med tre af besætningsmedlemmers grave.
Det endelige gennembrud i eftersøgningen kom i 1853, da John Rae drog over land til King William Island. Der fortalte inuitterne, at de havde mødt 40 europæere, der havde trukket en dæksbåd sydover vinteren 1849-50, og som siden var omkommet. De hvide havde med tegnsprog forklaret, at deres skibe var blevet skruet ned af isen. Senere fandt inuittene 35 af dem døde på fastlandet, nogle af dem var i deres desperation tyet til kannibalisme.
I 1859 fandt Francis Leopold McClintock rester efter Franklin-ekspeditionen på vestkysten af King William Island, herunder tre lig og en besked i en varde om, at Franklin var afgået ved døden den 11. juni 1847, og at de overlevende havde opgivet skibene den 22. april 1848 og begivet sig sydover.
Der er en del teorier om, hvad der skete med ekspeditionen. Franklin var af den type engelske officerer, der mente, at naturen var underlagt civilisationen, derfor medbragte han blandt andet sølvtøj og andre unødvendige ting på ekspedition. Derved var der mindre plads til nødvendige forsyninger. Der har også været foreslået, at mandskabet døde af blyforgiftning stammende fra lodningen i dåserne af den konserverede mad, de havde medbragt.
Franklin blev i 1852 posthumt forfremmet til kontreadmiral.